# بونوفيل (سافوا العليا)
بونوفيل (بالفرنسية: Bonneville)‏ هي مقاطعة فرعية تابعة لإقليم سافوا العليا في منطقة أوفرن رون شرق فرنسا. بلغ عدد السكان في البلدية 12.557 نسمة عام 2018.
تقع بونوفيل على الطريق السريع (A40)، تقريبا في منتصف الطريق بين جنيف وشامونيكس. كما يقع المركز الحضري على ضفة نهر أرف، ومع التطور الحضري الذي تشهده المقاطعة والذي بلغ سفوح الجبال لكلا الجزء الشمالي والجنوبي. وتتمركز بنوفيل عند الملتقى بين فورالبين السويسرية وبريلبس الفرنسية، ومن الغرب، يعتبر وادي أرف واد واسع وسهل رسوبي جليدي خصب، أما من ناحية الشرق، فهو واد جليدي كلاسيكي.

## وسائل النقل
لدى البلدية محطة قطار، بونوفيل، على خط لاروتشي سر فورون وساينت جيرفي ليس بينز لي فايت.

## البلدات التوأمية - والمدن الشقيقة
بونفيل متوأمة مع:
- ستوفين ام بريسغو، ألمانيا (1963)
- راكونيجي، إيطاليا (1989)